# Zimoun
Zimoun  (* 1977 in Bern, Schweiz) ist ein Schweizer Künstler und lebt in Bern. Seine Werke sind den Bereichen Bildende Kunst, insbesondere Installation und Klangkunst, zuzuordnen. Zimoun wurde vor allem mit seinen installativen, meist ortsspezifischen und raumgreifenden Arbeiten bekannt. Er nutzt kinetische Prinzipien der Rotation und Oszillation, um Dinge in Bewegung zu setzen und dadurch zum Klingen zu bringen. Dafür verwendet er hauptsächlich einfache Materialien aus dem Alltag und der Industrie, beispielsweise Karton, Gleichstrommotoren, Kabel, Schweissdraht, Holzlatten oder Ventilatoren.

## Leben und Werk
Als Autodidakt beschäftigte sich Zimoun seit seiner frühen Kindheit mit visuellen und akustischen Aktivitäten wie Musik, Komposition, Fotografie oder Malerei. Bereits in jugendlichem Alter begann er sich mit minimalistischen, reduktiven Vorgehensweisen, Prinzipien und Methoden auseinanderzusetzen und sich für den Minimalismus sowie damit verbundene und daraus neu entstandene Kunstformen zu interessieren. In einem Interview auf Schweizer Radio DRS 2 erwähnte Zimoun den amerikanischen Komponisten und Künstler John Cage  als einer jener Künstler, mit deren Werk und Denken er sich während seiner Jugend am ausgeprägtesten befasste. Ulf Kallscheidt beschreibt im Sikart-Lexikon zur Kunst aus der Schweiz: «Zimoun entwickelt für seine Werke kleine Apparaturen, die trotz der ihnen zu Grunde liegenden Einfachheit bei ihrer Aktivierung eine klangliche und visuelle Komplexität generieren – vor allem dann, wenn eine grosse Anzahl mechanischer Vorrichtungen, meist hunderte davon, in Installationen und Skulpturen zusammenfügt und orchestriert werden.» Ein Beispiel dafür ist die Arbeit 255 prepared ac-motors, 325 kg roof laths, 1.8 km rope (2015): In zeitlich versetzten Intervallen fallen 250 vertikal an dünnen Fäden aufgehängte Dachlatten aus rund 20 Zentimetern immer wieder zu Boden. Durch die Elastizität des Holzes hüpfen die Latten wie Gummibälle auf dem harten Betonboden und erzeugen ein hörbares und multipliziertes Echo. Zimoun schafft für die Besuchenden aktiv erkundbare dreidimensionale Klangräume, seine Werke werden häufig mit dem Begriff Klangarchitekturen umschrieben und basieren auf den Prinzipien der Minimal Music, die er um einen visuellen Aspekt erweitert, dabei aber auf eine schlichte, reduzierte Gestaltung ohne Schnörkel und zusätzlicher Farbe setzt. «Obwohl Zimoun seine Installationen auch als Kompositionen im musikalischen Sinne versteht, greift er nicht aktiv in die klanglichen Entwicklungen ein.» führt Kallscheidt aus. «Er steuert die eingesetzten mechanischen Systeme weder analog noch digital über Mikrocontroller oder Computer, sondern aktiviert diese lediglich durch Ein- oder Abschalten der Stromversorgung. Er Zimoun versteht den Moment der Aktivität und Dynamik der Materialien selbst als plastischen und performativen Vorgang und nennt das Prinzip seiner Werke ‹primitive Komplexität›.»
Zimouns Werke enthalten immer zueinander in Bezug tretende Gegensätze, wie beispielsweise die Prinzipien Ordnung und Chaos. Die Arbeiten sind zwar häufig in einem geometrischen Raster angelegt oder nach einem System geordnet und installiert, verhalten sich aber chaotisch und gelangen innerhalb eines exakt vorbereiteten Rahmens von Möglichkeiten ausser Kontrolle, sobald sie mechanisch aktiviert werden. Ähnlich einer klinischen Studie schaffen das Raster und die Systematik einen Überblick, um gleichzeitig das durch den mechanischen Prozess generierte Chaos näher analysierbar zu machen. Auch Masse und Individualität gehören zu solchen Gegensätzen. Häufig setzt der Künstler eine grosse Anzahl identischer Elemente ein, aber jedes einzelne Element entwickelt aus dem dynamischen Zusammenspiel von Mechanik, Rotation und Material eine eigene Individualität und Einzigartigkeit. Die im Atelier handgefertigten mechanischen Elemente weisen durch die konsequent reduzierte und minimalistische Form, Funktion und Ästhetik eine nur scheinbare Präzision auf, weil die Handarbeit durch Abweichungen vom Ideal in der Materialbearbeitung zu Ungenauigkeiten führt, die die entstehenden individuellen Verhalten der Materialien verstärken, diese erst überhaupt zulassen oder gar provozieren.
Neben den installativen Kompositionen erarbeitet Zimoun auch rein akustische Werke. Obwohl beide Gattungen – die visuelle nichtkontrollierte zufällige Komposition und die im Studio langwierig erarbeitete musikalische Komposition für Tonträger und Performance – auf den ersten Blick so verschieden scheinen, sind beide vom gleichen Interesse des Künstlers geleitet: dem Erschaffen von Räumen und akustischen Zuständen, die aus mikroskopisch kleinen Klängen und Geräuschen zusammengesetzt werden. Zimouns Aufnahmen wie auch die performativen Konzertsituationen sind häufig für Mehrkanal-Soundsysteme konzipiert. Die Zuhörenden werden mit dem Einsatz einer Vielzahl von Lautsprechern in eine dreidimensionale Klangarchitektur versetzt, die nicht visuell, sondern ausschliesslich akustisch erkundet werden kann. Für seine Aufnahmen arbeitete Zimoun auch mit anderen Kunstschaffenden aus der Musik und aus den visuellen Künsten zusammen. Eine Vielzahl dieser Aufnahmen erschienen unter dem Label Leerraum.net, welches er 2003 zusammen mit dem Grafikdesigner Marc Beekhuis gründete und Arbeiten anderer Künstler veröffentlicht, die sich mit reduktiven Prinzipien beschäftigen. Zwischen 2003 und 2020 veröffentlichte Leerraum mehr als 90 Tonträger und Objekte internationaler Künstler.
Im Jahr 2000 erhielt er eine Anerkennung beim Swiss Youth Foto Award. Es folgten Ausstellungen, unter anderem im Photoforum im Kunsthaus Pasquart Biel/Bienne und in der Kunsthalle Bern sowie verschiedene weitere Auszeichnungen und Preise, unter anderem das Aeschlimann-Corti-Stipendium (Förderpreis 2005 und Hauptpreis 2009), der Kiefer-Hablitzel-Preis an den Swiss Art Awards (2006), das New-York-Stipendium des Amts für Kultur des Kantons Bern (2007), der Sitemapping/Mediaprojects Award des Bundesamts für Kultur (BAK) 2008 oder eine Honorary Mention des Prix Ars Electronica (2010).
Seit 2002 wurden Zimouns Arbeiten in zahlreichen, internationalen Einzel- oder Gruppenausstellungen gezeigt, u. a. an der Art Basel, im Nam June Paik Art Center in Korea, im Kuandu Museum of Fine Arts, Taipei, im Chinesischen nationalen Kunstmuseum, im Museum of Fine Arts Lugano, im Ringling Museum of Art, Florida, in der Kunsthalle Bern, im Kunstmuseum Liechtenstein, im Contemporary Art Museum MNAC Bucharest, im Museu da Imagem e do Som, São Paulo, im Frankfurter Kunstverein, Frankfurt und im Mannheimer Kunstverein.
Performances und Workshops führten ihn u. a. zur Transmediale, Berlin, zum Elektra Festival, Montreal, zum Sonic Acts Festival, Amsterdam, zur ISEA Singapur, zur Nuit Blanche, New York, zur Staatsgalerie Stuttgart, zum Dissonanze Festival, Roma, zur Brown University, Providence, zur Academy of Fine Arts, Kraków, zur School of the Art Institute, Chicago, und zur ZHdK Zurich University of the Arts, Zürich.

## Galerie

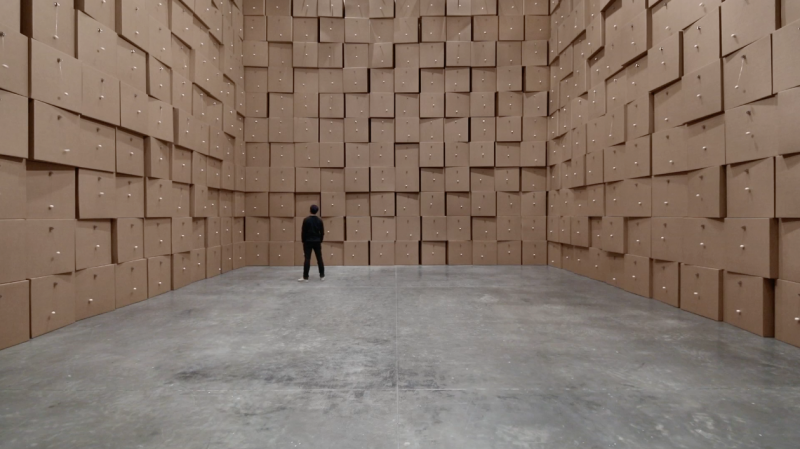
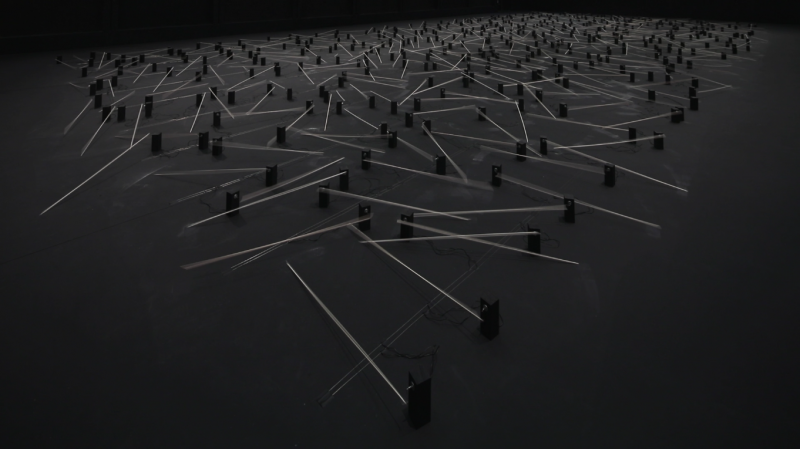
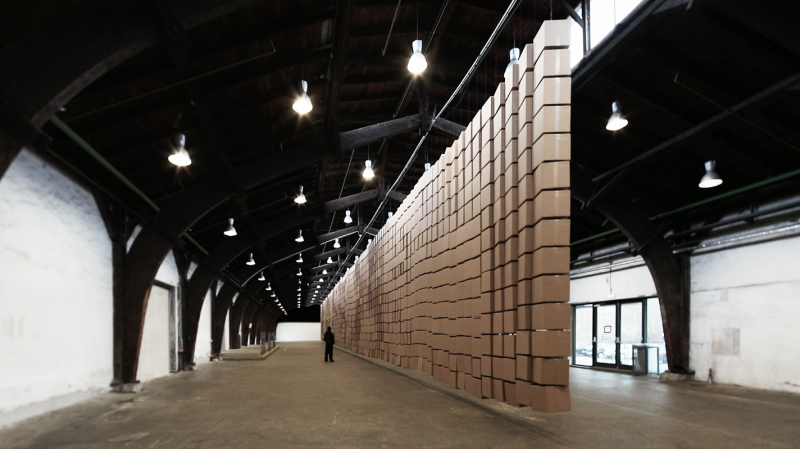
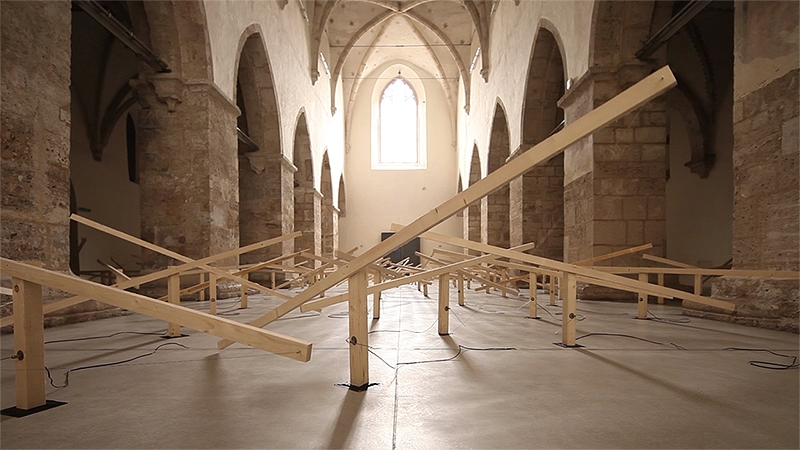
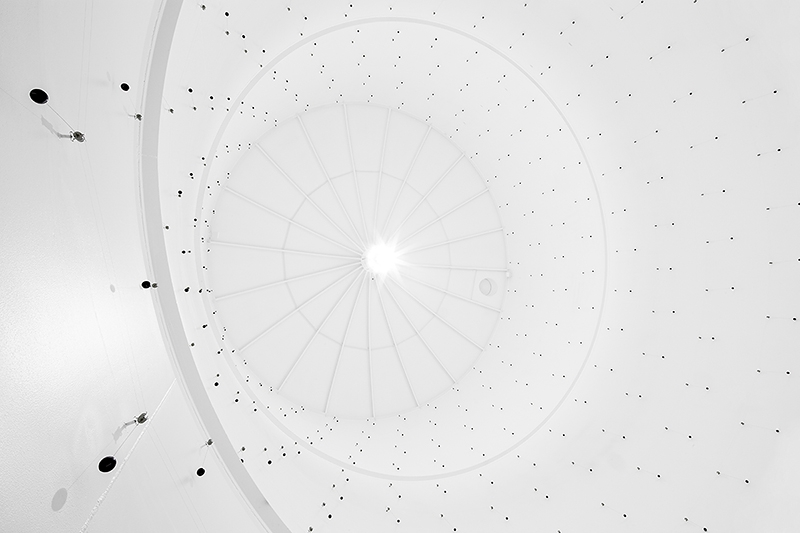
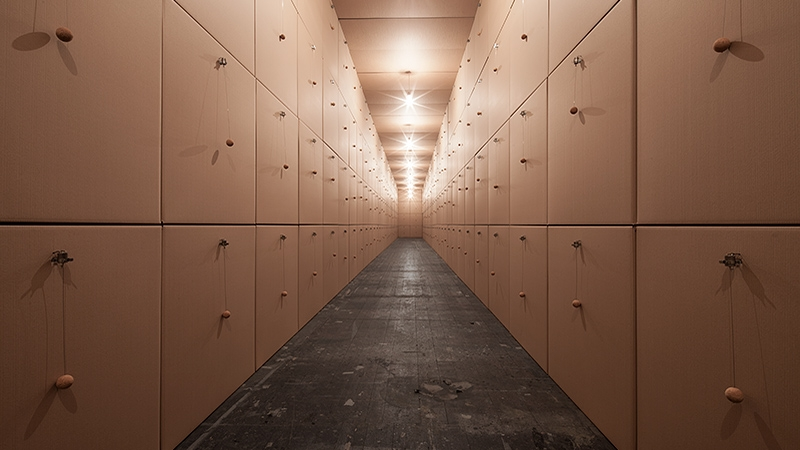
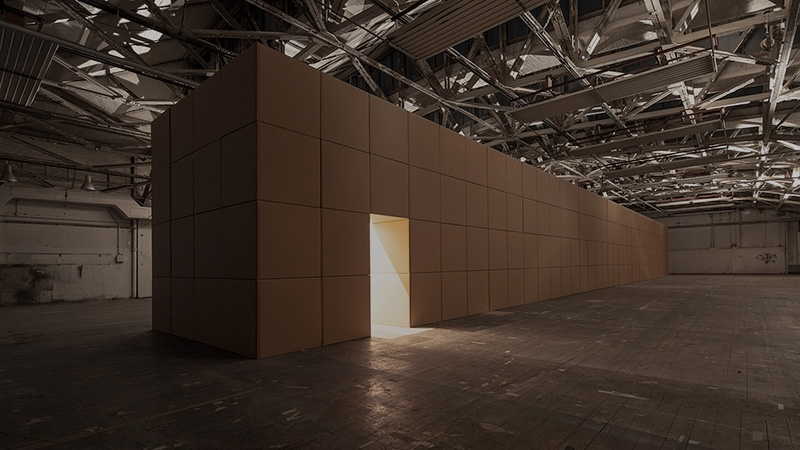
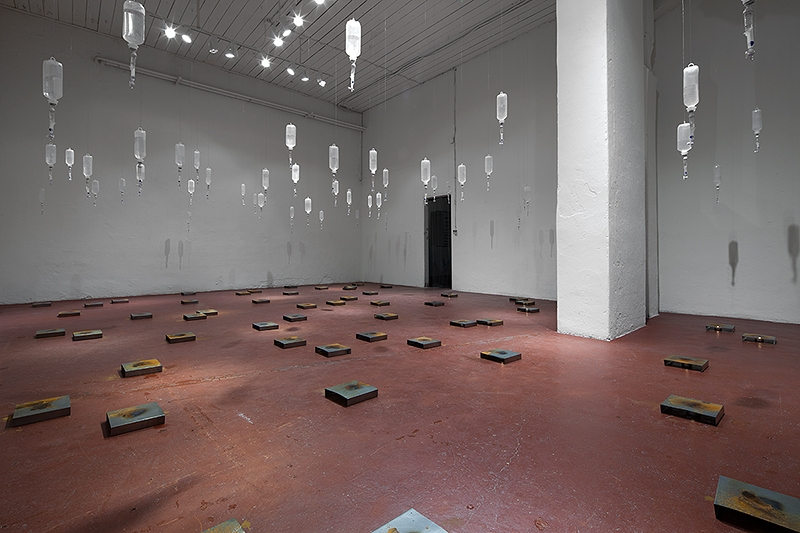
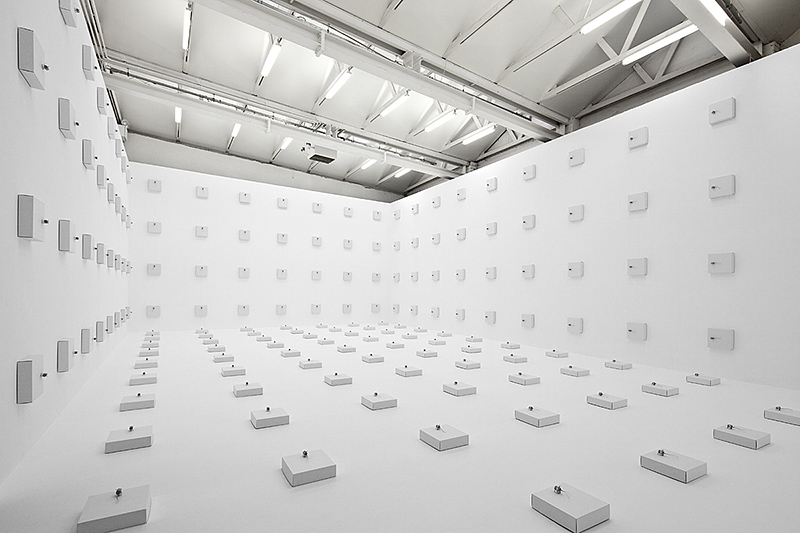
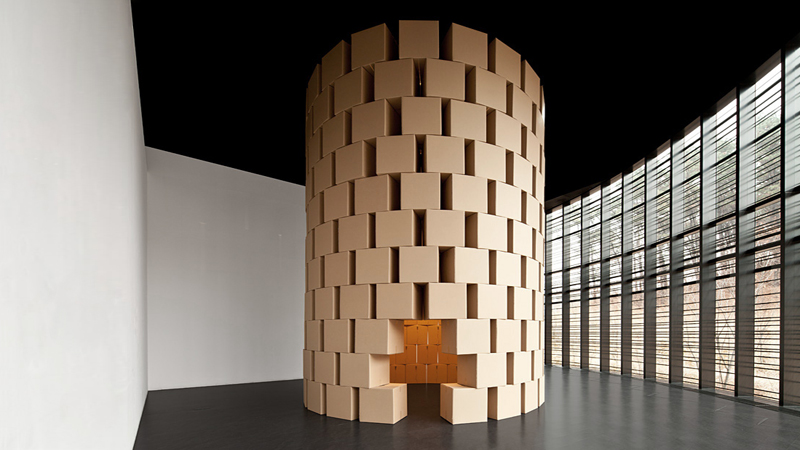
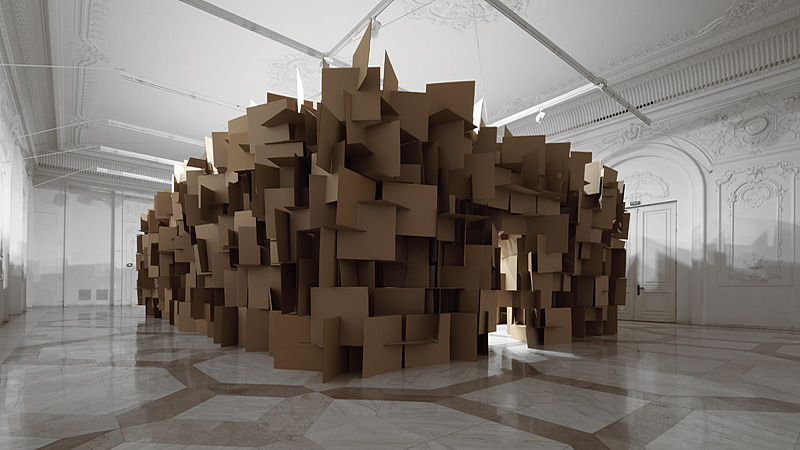
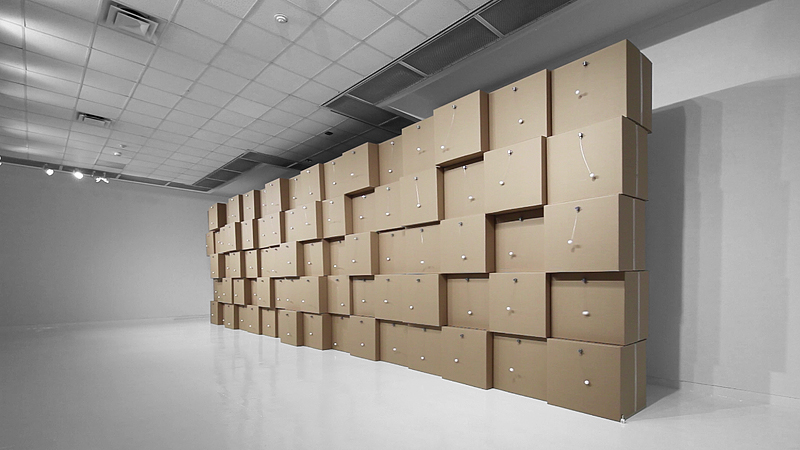

## Ausstellungen (Auswahl)
- Museum Haus Konstruktiv, Zürich, Schweiz, 2021
- The Museum, Kitchener, Kanada, 2021
- CODA Museum, Apeldoorn, Niederlande, 2021
- Art Museum Reina Sofia, Madrid, Spanien, 2020
- Stadtgalerie, Saarbrücken, Deutschland, 2020
- Museum of Contemporary Art MAC, Santiago, Chile, 2019
- Muxin Art Museum, Wuzhen, China, 2019
- NYUAD Arts Gallery, Abu Dhabi, 2019
- Museum of Contemporary Art Busan, Südkorea, 2018
- Signal Festival, Prag, Tschechien, 2018
- Le Centquatre, Paris, Frankreich, 2017
- Rå Hal Godsbanen, European Capital of Culture, Aarhus, Dänemark, 2017
- Museum Galleria Civica di Modena, Italien, 2016
- Taipei Fine Arts Museum, Taipei, Taiwan, 2016
- Contemporary Art Museum, Santiago de Chile, 2016
- BIAN Biennale, Montreal, Kanada, 2016
- Museum of Fine Arts, Thun, Schweiz, 2016
- 21_21 Design Sight Museum, Tokyo, Japan 2015
- Klangraum, Minoritenkirche, Krems, Österreich, 2015
- Knockdown Center NYC, New York, USA, 2015
- Museum of Fine Arts, Lugano, Schweiz, 2014
- Beall Art Center, Los Angeles, USA, 2014
- National Art Museum of China, Peking, China, 2014
- Mannheimer Kunstverein, Deutschland, 2014
- Musée des Beaux-Arts, Rennes, Frankreich, 2013.
- Joel and Lila Harnett Museum of Art, Richmond, USA, 2013
- Meetfactory, Prag, Tschechien, 2013
- Seoul Museum of Art, Seoul, Südkorea, 2012
- Joel and Lila Harnett Museum of Art, Richmond, USA, 2013
- Galerie Denise René, Paris, Frankreich, 2012
- Nam June Paik Art Center, Seoul, Südkorea, 2012
- Museu da Imagem e do Som, São Paulo, Brasilien, 2012
- Kuandu Museum of Fine Arts, Taipei, Taiwan, 2012
- ART Basel, Schweiz, 2011–2013
- bitforms gallery, New York, USA, 2009 + 2012+ 2015
- Le Centrequatre, Paris, Frankreich, 2012–2013
- BIAN Biennale, Oboro, Montreal, Kanada, 2012.
- Deaf Biennale, Rotterdam, Niederlande, 2012
- The John and Mable Ringling Museum of Art, Sarasota FL, USA, 2011
- Contemporary Art Museum MNAC, Bukarest, Romänien, 2011
- List Art Center, David Winton Bell Gallery, Providence, USA, 2011
- Kunsthalle Palazzo, Liestal, Schweiz, 2011
- Gray Area Foundation for the Arts, Swissnex, San Francisco, USA, 2011
- Lydgalleriet, Bergen, Norwegen, 2011
- Kunsthalle Luzern, Schweiz, 2011
- Kunstmuseum Liechtenstein, Schichtwechsel, Liechtenstein, 2010
- Vooruit Arts Center, Gent, Belgien, 2010
- La Rada, Locarno, Schweiz, 2010
- Kunstraum Kreuzlingen, Schweiz, 2010
- Kunstmuseum, Bern, Schweiz, 2005 + 2009
- Centre pour l’image contemporaine, Genf, Schweiz, 2008
- Kunst(Zeug)Haus, Rapperswil-Jona, Schweiz, 2007
- Kunsthalle, Bern, Schweiz, 2004, 2006 + 2008
- DDM Gallery, Shanghai, China, 2004
- Tonus Labor, Bern, 2002, 2003 + 2004
- Photoforum Pasquart, Biel/Bienne, Schweiz, 2002, 2003 + 2004

## Diskografie
- Oren Ambarchi + Zimoun «18.58»[leerraum.ch] (5.1 composition, 2016)
- Richard Garet + Zimoun «21.21»[leerraum.ch] (5.1 composition, 2015)
- Zimoun «feat. Helena Gough» [leerraum.ch] (5.1 multi channel dvd, 2010)
- Mahmoud Refat, Pe Lang + Zimoun «Statics III» [leerraum.ch] (4.1 multi channel dvd, 2008)
- Asher + Zimoun «Untitled Movement» [leerraum.ch] (5.1 multi channel dvd, 2008)
- Forum + Zimoun «Primary Structures» [leerraum.ch] (5.1 multi channel dvd, 2008)
- Zimoun feat. Mik Keusen «Prepared I» [leerraum.ch] (cd, 2007)
- Kenneth Kirschner + Zimoun «July 29, 2004 (4.1)» (4.1 multi channel dvd, 2007)
- Leerraum [ ] «Sound Contributions I» [leerraum.ch] (5.1 multi channel dvd, 2007)
- Zimoun «Kabel 0.1/0.2» [leerraum.ch] (cd, 2006)
- Mahmoud Refat, Pe Lang + Zimoun «Statics II» [leerraum.ch] (cd, 2006)
- Mahmoud Refat + Zimoun «Statics I» [leerraum.ch] (cd, 2006)
- Fm3 + Zimoun «live 19. Juni 2004» [leerraum.ch] (cd, 2005)
- Zimoun «Nå» [tonus-music-records.com] (cd, 2004)
- Zimoun «Flachland» [leerraum.ch] (cd, 2003)
- Zimoun «Viskos» [leerraum.ch] (cd, 2003)
- Zimoun «Drums» [leerraum.ch] (cd, 2003)
- Zimoun «Momental» [ammoniac-music records] (cd, 2003)